# St. Corona am Wechsel
St. Corona am Wechsel (auch Sankt Corona am Wechsel) ist eine Gemeinde mit 396 Einwohnern (Stand 1. Jänner 2025) im Bezirk Neunkirchen in Niederösterreich. Sie wurde 1925 durch Ausgliederung aus Feistritz am Wechsel gebildet.

## Geografie
St. Corona am Wechsel liegt im Industrieviertel in Niederösterreich. Die Fläche der Gemeinde umfasst 8,70 km², 72 % davon sind bewaldet.

### Gemeindegliederung
Einzige Katastralgemeinde ist St. Corona am Wechsel.

### Nachbargemeinden
| Kirchberg am Wechsel |                                             |                      |
|                      | Kompassrose, die auf Nachbargemeinden zeigt | Feistritz am Wechsel |
|                      | Aspangberg-St. Peter                        |                      |

## Geschichte
Im Altertum war das Gebiet Teil der Provinz Noricum. Bis zum Jahr 1925 hieß der Ort „Heiligenstatt“, da schon vor dem Jahr 1000 n. Chr. viele Geistliche in dieser Gegend angesiedelt waren. Erst ab dem Jahr 1926 hat die Gemeinde ihren Namen zu „St. Corona am Wechsel“ gewechselt.
Mit Beschluss der Niederösterreichischen Landesregierung vom 12. Dezember 1923 und mit Wirksamkeit vom 1. Jänner 1925 wurden aus der Gemeinde Feistritz am Wechsel die damaligen Ortsteile St. Corona am Wechsel, Unternberg, Rothmoos und Molz ausgegliedert und als neue Gemeinde St. Corona am Wechsel konstituiert.
Zur Pfarrkirche erhoben wurde die der hl. Corona geweihte Kirche im Jahr 1943. Davor war sie eine Filialkirche von Kirchberg.
Bekanntheit erlangt die Gemeinde in der COVID-19-Pandemie aufgrund des in ihrem Namen enthaltenen Wortes „Corona“ sowie eines verstärken Wallfahrtsbetriebes zur im Ort befindlichen Pfarr- und Wallfahrtskirche St. Corona am Wechsel.

### Bevölkerungsentwicklung
| St. Corona am Wechsel: Einwohnerzahlen von 1869 bis 2025 | St. Corona am Wechsel: Einwohnerzahlen von 1869 bis 2025 | St. Corona am Wechsel: Einwohnerzahlen von 1869 bis 2025 | St. Corona am Wechsel: Einwohnerzahlen von 1869 bis 2025 | St. Corona am Wechsel: Einwohnerzahlen von 1869 bis 2025 |
| -------------------------------------------------------- | -------------------------------------------------------- | -------------------------------------------------------- | -------------------------------------------------------- | -------------------------------------------------------- |
| Jahr                                                     |                                                          |                                                          |                                                          | Einwohner                                                |
| 1869                                                     | 1869                                                     |                                                          | 344                                                      | 344                                                      |
| 1880                                                     | 1880                                                     |                                                          | 319                                                      | 319                                                      |
| 1890                                                     | 1890                                                     |                                                          | 299                                                      | 299                                                      |
| 1900                                                     | 1900                                                     |                                                          | 292                                                      | 292                                                      |
| 1910                                                     | 1910                                                     |                                                          | 342                                                      | 342                                                      |
| 1923                                                     | 1923                                                     |                                                          | 305                                                      | 305                                                      |
| 1934                                                     | 1934                                                     |                                                          | 319                                                      | 319                                                      |
| 1939                                                     | 1939                                                     |                                                          | 301                                                      | 301                                                      |
| 1951                                                     | 1951                                                     |                                                          | 313                                                      | 313                                                      |
| 1961                                                     | 1961                                                     |                                                          | 308                                                      | 308                                                      |
| 1971                                                     | 1971                                                     |                                                          | 326                                                      | 326                                                      |
| 1981                                                     | 1981                                                     |                                                          | 361                                                      | 361                                                      |
| 1991                                                     | 1991                                                     |                                                          | 384                                                      | 384                                                      |
| 2001                                                     | 2001                                                     |                                                          | 364                                                      | 364                                                      |
| 2011                                                     | 2011                                                     |                                                          | 381                                                      | 381                                                      |
| 2021                                                     | 2021                                                     |                                                          | 394                                                      | 394                                                      |
| 2025                                                     | 2025                                                     |                                                          | 396                                                      | 396                                                      |
| Quelle(n): Statistik Austria, Gebietsstand 1.1.2021      |                                                          |                                                          |                                                          |                                                          |

### Religion
Nach den Daten der Volkszählung 2001 waren 95,1 % der Einwohner römisch-katholisch und 1,9 % evangelisch, 2,7 % der Bevölkerung hatten kein religiöses Bekenntnis.

## Kultur und Sehenswürdigkeiten
- Katholische Pfarr- und Wallfahrtskirche St. Corona am Wechsel
- Ortskapelle Maria Heil der Kranken in Unternberg[6]
- Schloss Unternberg, im Typus eines Tiroler Ansitzes von 1924 bis 1926 erbaut[6]

### Vereine
- Schiclub St. Corona
- Kinderolympiade St. Corona

### Sport
Direkt im Ortszentrum befand sich die Talstation eines alten 1-er Sessellifts, der im Winter zusammen mit einer in den 1990er Jahren hinzugekommenen 4-er Sesselbahn und einem Doppelschlepplift ein kleines Skigebiet am Kampstein und im Sommer Niederösterreichs einzige klassische Sommerrodelbahn erschloss.
Ende der Wintersaison 2013/14 wurde der Liftbetrieb aus Kostengründen durch das Land Niederösterreich eingestellt; der Sessellift und die Sesselbahn wurden im Sommer 2014 abgetragen. Auch die Sommerrodelbahn wurde abgetragen.
Das zum ehemaligen Skigebiet von St. Corona gehörende Areal des Schlepplift Hannesen I blieb erhalten und wird nunmehr als Simas-Lifte St.Corona-St. Peter weiter geführt.
Seit Dezember 2014 ist in Unternberg südöstlich von St. Corona ein Familienskiland verfügbar.
2015 wurde eine neue Sommerrodelbahn und 2016 ein Motorikpark eröffnet. Wegen hoher vorhergesagter Temperaturen ist die Skipiste der Wexl Arena ab Silvester 2022 gefährdet, dafür wird die Sommerrodelbahn bis 8. Jänner 2023 geöffnet.

## Wirtschaft

### Wirtschaftssektoren
Von den 26 landwirtschaftlichen Betrieben des Jahres 2010 wurden 9 im Haupt- und 17 im Nebenerwerb geführt. Im Produktionssektor gab es keine Beschäftigten, 36 Menschen arbeiteten im Dienstleistungssektor. Die wichtigsten Arbeitgeber des Dienstleistungssektors waren die Bereiche Beherbergung und Gastronomie (12), Verkehr (9) und freiberufliche Dienstleistungen (8 Mitarbeiter).
| Wirtschaftssektor            | Anzahl Betriebe | Anzahl Betriebe | Erwerbstätige | Erwerbstätige |
| Wirtschaftssektor            | 2011            | 2001            | 2011          | 2001          |
| ---------------------------- | --------------- | --------------- | ------------- | ------------- |
| Land- und Forstwirtschaft 1) | 26              | 29              | 25            | 24            |
| Produktion                   | 0               | 0               | 0             | 0             |
| Dienstleistung               | 16              | 20              | 36            | 66            |

1) Betriebe mit Fläche in den Jahren 2010 und 1999
| Von den 177 Erwerbstätigen in St. Corona am Wechsel arbeiteten 44 in der Gemeinde, 133 Menschen pendelten aus. Mehr als die Hälfte davon blieb im Bezirk Neunkirchen (81), jeweils etwas weniger als ein Viertel pendelten in Nachbarbezirke (28) und in andere Bundesländer (23). Nur 17 Arbeitnehmer pendelten aus der Umgebung in die Gemeinde ein. | Die zur Anzeige dieser Grafik verwendete Erweiterung wurde dauerhaft deaktiviert. Wir arbeiten aktuell daran, diese und weitere betroffene Grafiken auf ein neues Format umzustellen. (Mehr dazu) |

## Politik
Bürgermeister der Gemeinde ist Michael Gruber (ÖVP).
Im Gemeinderat gibt es nach der Gemeinderatswahl 2025 bei insgesamt 13 Sitzen folgende Mandatsverteilung:
- ÖVP 9 Sitze
- FPÖ 4 Sitze

## Persönlichkeiten
Ehrenbürger der Gemeinde
- 1928 Leopold Popper-Podhragy